# Хуніор Діас
Хуніор Діас (ісп. Júnior Díaz, нар. 12 вересня 1983, Сан-Хосе) — костариканський футболіст, захисник національної збірної Коста-Рики.
Після завершення кар'єри — футбольний тренер. З 2021 по 2022 рік працював асистентом головного тренера костариканського клубу «Алахуеленсе».

## Клубна кар'єра
У дорослому футболі дебютував 2003 року виступами за команду клубу «Ередіано», в якій провів чотири сезони, взявши участь у 129 матчах чемпіонату. Більшість часу, проведеного у складі «Ередіано», був основним гравцем захисту команди.
Своєю грою за цю команду привернув увагу представників тренерського штабу польської «Вісли» (Краків), до складу якої приєднався 2008 року. Відіграв за команду з Кракова наступні два сезони своєї ігрової кар'єри. Граючи у складі краківської «Вісли» також здебільшого виходив на поле в основному складі команди.
2010 року перейшов до бельгійського «Брюгге», проте вже за рік повернувся до краківської «Вісли» на умовах оренди.
До складу «Майнц 05» приєднався 2012 року.

## Виступи за збірні
Протягом 2002—2004 років залучався до складу молодіжної збірної Коста-Рики. На молодіжному рівні зіграв у 6 офіційних матчах.
2003 року дебютував в офіційних матчах у складі національної збірної Коста-Рики. Провів у формі головної команди країни 81 матч, забивши 1 гол.
У складі збірної був учасником розіграшу Кубка Америки 2004 року у Перу, а також трьох розіграшів Золотого кубка КОНКАКАФ: у 2005, 2011 та 2013 роках.

## Титули і досягнення
- Переможець Кубка центральноамериканських націй: 2005
- Чемпіон Польщі (2):

«Вісла»: 2007-08, 2008-09
- Чемпіон Коста-Рики:

«Алахуеленсе»: Апертура 2020
- Чемпіон Ліги КОНКАКАФ:

«Ередіано»: Ліга КОНКАКАФ 2018: «Алахуеленсе»: Ліга КОНКАКАФ 2020